# Théâtre Marni
Le Théâtre Marni (Le Marni) est une salle de spectacle bruxelloise située à Ixelles, rue de Vergnies.

## Historique
Ouvert comme cinéma en 1948 sur la place Eugène Flagey sous la direction de Joseph Weckx qui possédait plusieurs salles dans les quartiers d’Etterbeek et Saint-Gilles, cette grande salle de 1 700 places avait une programmation populaire : Les Dix Commandements, Le Troisième Homme, Le Jour le plus long, La Grande Vadrouille, etc., et pouvait déjà être considérée comme un cinéma de deuxième vision. À la fin des années 1960 plusieurs grands films sont même sortis en première vision.
Lors du déclin des salles de quartier au début des années 1970, on tenta d’en faire une salle de spectacle : plusieurs concerts importants de Johnny Hallyday, Joe Dassin, Duke Ellington, peu de temps avant son décès, y prirent place.
Après sa fermeture en 1974, le lieu a servi de salle de répétition pour l’Orchestre symphonique et les chœurs de la RTBF jusqu’en 1982, de studios pour Living Films, de salle de bowling et de snooker. Il est ensuite transformé en théâtre par l’Ensemble Théâtral Mobile qui l’inaugure le 2 octobre 1997 avec Une paix royale de Pierre Mertens dans une adaptation de Michèle Fabien. Dès l’année suivante, l’Ensemble théâtral Mobile en est expulsé et le lieu est repris en location par la Communauté française de Belgique qui en fait un lieu culturel polyvalent.